# Artur Bogusz
Artur Bogusz (ur. 18 kwietnia 1993 w Łodzi) – polski piłkarz, grający na pozycji obrońcy.

## Sukcesy

### Klubowe
ŁKS
- Wicemistrzostwo Fortuna 1 Liga: 2018/2019

Radomiak Radom
- Mistrzostwo Fortuna 1 Liga: 2020/2021

## Statystyki
Stan na 3 grudnia 2021
| Klub               | Sezon              | Liga               | Liga  | Liga   | Puchar | Puchar | Suma  | Suma   | Suma |
| Klub               | Sezon              | Poziom             | Mecze | Bramki | Mecze  | Bramki | Mecze | Bramki |      |
| ------------------ | ------------------ | ------------------ | ----- | ------ | ------ | ------ | ----- | ------ | ---- |
| ŁKS Łódź           | 2018/2019          | I liga             | 19    | 3      | 0      | 0      | 19    | 3      |      |
| ŁKS Łódź           | 2019/2020          | Ekstraklasa        | 12    | 0      | 2      | 1      | 14    | 1      |      |
| ŁKS Łódź           | Łącznie            | Łącznie            | 31    | 3      | 2      | 1      | 33    | 4      |      |
| Radomiak Radom     | 2020/2021          | I liga             | 26    | 0      | 2      | 0      | 28    | 0      |      |
| Radomiak Radom     | 2021/2022          | Ekstraklasa        | 5     | 1      | 1      | 0      | 6     | 1      |      |
| Radomiak Radom     | Łącznie            | Łącznie            | 31    | 1      | 3      | 0      | 34    | 1      |      |
| Łącznie w karierze | Łącznie w karierze | Łącznie w karierze | 62    | 4      | 5      | 1      | 67    | 5      |      |